# Бартакова, Мари
Мария (Мари) Бартакова (чеш. Maria "Marie" Bartáková; род. 13 ноября 1948, Римавска-Собота, Банска-Бистрицкий край) — чехословацкая гребчиха, выступавшая за сборную Чехословакии по академической гребле в 1970-х годах. Победительница и призёрка первенств национального значения, участница летних Олимпийских игр в Монреале.

## Биография
Мари Бартакова родилась 13 ноября 1948 года городе Римавска-Собота, Чехословакия.
Впервые заявила о себе в академической гребле на международном уровне в сезоне 1973 года, когда вошла в состав чехословацкой национальной сборной и выступила на чемпионате Европы в Москве, где в зачёте рулевых парных четвёрок стала пятой.
В 1975 году побывала на чемпионате мира в Ноттингеме, в парных двойках так же показала пятый результат.
Благодаря череде удачных выступлений удостоилась права защищать честь страны на летних Олимпийских играх 1976 года в Монреале, где впервые была представлена программа женской академической гребли. В составе парного экипажа-четвёрки, куда также вошли гребчихи Гана Кавкова, Анна Марешова, Ярмила Паткова и рулевая Алена Свободова, финишировала на предварительном квалификационном этапе третьей, но через дополнительный отборочный заезд всё же прошла в главный финал А, где в конечном счёте показала пятый результат.
После монреальской Олимпиады Бартакова ещё в течение некоторого времени оставалась действующей спортсменкой и продолжала принимать участие в крупнейших международных регатах. Так, в 1977 году она отметилась выступлением на чемпионате мира в Амстердаме, где в программе парных двоек заняла итоговое седьмое место.